# ستيفانو مانسينيلي
ستيفانو مانسينيلي (بالإيطالية: Stefano Mancinelli)‏ مواليد 17 مارس 1983 في كييتي، هو لاعب كرة سلة إيطالي بدأ مسيرته الاحترافية في سنة 2000 ويحمل الرقم 6. يبلغ طوله 6 قدم 8 بوصة (2.0 م).

## فرق لعب لها
- أولمبيا ميلانو
- بالاكانسترو كانتو

## روابط خارجية
- ستيفانو مانسينيلي على موقع الاتحاد الدولي لكرة السلة (الإنجليزية)
- ستيفانو مانسينيلي على موقع الدوري الأوروبي لكرة السلة (الإنجليزية)
- ستيفانو مانسينيلي على موقع كرة السلة الأوروبية.كوم (الإنجليزية)
- ستيفانو مانسينيلي على موقع DraftExpress.com (الإنجليزية)
- ستيفانو مانسينيلي على موقع ريلجم (الإنجليزية)
- ستيفانو مانسينيلي على موقع بروبوليرز (الإنجليزية)
- ستيفانو مانسينيلي على موقع سبورتس رفرنس (الإنجليزية)